# Harpalus obtusus
Harpalus offusus
Espèce
Synonymes
- Harpalus offusus Nicolas Théobald, 1937

Harpalus obtusus est une espèce fossile d'insectes coléoptères de la famille des Carabidae.

## Classification
L'espèce Harpalus obtusus est décrite en 1891 par le paléontologue allemand Bruno Förster (1852–1924),.

### CitationH. offususen 1937
L'espèce est citée sous le nom Harpalus offusus en 1937 par le paléontologue français Nicolas Théobald (1903-1981),.

### Fossiles
Selon Paleobiology Database en 2023, deux collections de fossiles sont référencées. Ces deux collections viennent de Kleinkembs, en Bade-Wurtemberg et de Brunnstatt dans le Haut-Rhin en Alsace,.

### Localité type
La localité type est Brunstatt (donc en France),.

### Étymologie
L'épithète spécifique latine obtusus signifie obtus.

## Description

### Caractères
La diagnose de Nicolas Théobald en 1937 concernant le nouvel échantillon R440 de la collection Mieg conservée au Muséum d'histoire naturelle de Bâle., : 

« Förster donne une bonne description de cette espèce qu'il a trouvée à Brunnstatt. Elle est aussi représentée à Kleinkembs (éch. R440 de la collection Mieg). La nervation de l'élytre est très nette. Nous notons toutefois que la troisième et la quatrième stries ne se rencontrent pas vers le tiers postérieur comme l'indique Förster, mais plus près du sommet. On rencontre la même ornementation dans H. tabidus Heer de Radoboj ; mais dans cette espèce l'élytre est un peu plus grand. La partie antérieure de l'élytre est de teinte claire, la partie postérieure brune. Harpalus tabidus Heer et H. offusus Förster appartiennent sans doute à la même lignée. ».

## Galerie
- Quelques espèces vivantes du genre Harpalus.
- Harpalus affinis.
- Harpalus caliginosus.
- Harpalus distinguendus.
- Harpalus parvulus.
- Harpalus tardus.

### Publication originale
- [1891] (de) B. Förster, « Die Insekten der "Plattigen Steinmergels" von Brunstatt », Abhandlungen zur Geologischen Specialkarte von Elsass-Lothringen, Strasbourg, vol. 3,‎ 1891, p. 333-594 (ISSN 1256-4338, lire en ligne). .